# Bački Brestovac
Bački Brestovac (serbocroata cirílico: Бачки Брестовац) es un pueblo de Serbia perteneciente al municipio de Odžaci en el distrito de Bačka del Oeste de la provincia autónoma de Voivodina.
En 2011 tenía 2821 habitantes. Casi todos los habitantes son étnicamente serbios.
Fue fundado en la primera mitad del siglo XVIII mediante la agrupación de varias aldeas serbias en un solo pueblo, dentro de los planes de defensa de Vojna Krajina. La zona fue desmilitarizada en 1745 y desde entonces ha sido un pueblo agrícola y ganadero.
Se ubica unos 10 km al norte de la capital municipal Odžaci.